# بوبي كونتز
بوبي كونتز هو لاعب كرة قدم كندية كندي، ولد في 10 يناير 1932 في ديترويت في الولايات المتحدة، وتوفي في 7 فبراير 2011 في واترلو في كندا بسبب مرض باركنسون.

## وصلات خارجية
- بوبي كونتز على موقع JustSportsStats.com (الإنجليزية)